# Сен-Виктур
Сен-Викту́р (фр. Saint-Victour, окс. Sent Victor) — коммуна во Франции, находится в регионе Лимузен. Департамент — Коррез. Входит в состав кантона Бор-лез-Орг. Округ коммуны — Юссель.
Код INSEE коммуны — 19247.
Коммуна расположена приблизительно в 380 км к югу от Парижа, в 100 км юго-восточнее Лиможа, в 55 км к северо-востоку от Тюля.

## Население
Население коммуны на 2008 год составляло 179 человек.
| 1962 | 1968 | 1975 | 1982 | 1990 | 1999 | 2008 |
| ---- | ---- | ---- | ---- | ---- | ---- | ---- |
| 254  | 261  | 211  | 183  | 142  | 171  | 179  |

## Администрация
| Период | Период | Фамилия        | Партия | Примечания |
| ------ | ------ | -------------- | ------ | ---------- |
| 2001   | 2008   | Жан-Поль Люка  |        |            |
| 2008   |        | Жан-Марк Боден |        |            |

## Экономика
В 2007 году среди 100 человек в трудоспособном возрасте (15-64 лет) 72 были экономически активными, 28 — неактивными (показатель активности — 72,0 %, в 1999 году было 79,8 %). Из 72 активных работали 69 человек (38 мужчин и 31 женщина), безработных было 3 (0 мужчин и 3 женщины). Среди 28 неактивных 11 человек были учениками или студентами, 10 — пенсионерами, 7 были неактивными по другим причинам.